# Florian Stern
Pour les articles homonymes, voir Stern.
Florian Stern, né en 1963, est un coureur de fond autrichien spécialisé en course en montagne. Il a remporté la médaille d'argent au Trophée mondial de course en montagne 1990 et est champion d'Autriche de course en montagne 1989.

## Biographie
Le 14 octobre 1989, il affronte Peter Schatz dans un duel serré des championnats d'Autriche de course en montagne à Sankt Marein bei Wolfsberg. À l'avantage sur ses terres, Peter finit cependant par céder. Florian remporte le titre pour 9 secondes d'avance.
Le 15 septembre 1990, il profite du fait que le Trophée mondial de course en montagne se déroule à domicile dans le cadre de la course de Schlickeralm qu'il connaît bien. Connaissant bien le terrain, il effectue une bonne course mais se fait tout de même doubler par l'Italien Costantino Bertolla. Il remporte la médaille d'argent individuelle ainsi que celle du classement par équipes.

## Palmarès
| no  | masculin           | Course                                                 | Longueur | Départ            | Temps           |
| --- | ------------------ | ------------------------------------------------------ | -------- | ----------------- | --------------- |
| 2e  | Médaille d'argent  | Course de montagne du Kitzbüheler Horn                 | 12,9 km  | 25 août 1985      | 1 h 1 min 52 s  |
| 3e  | Médaille de bronze | Course de montagne du Kitzbüheler Horn                 | 12,9 km  | 30 août 1987      | 1 h 0 min 17 s  |
| 10e | 10e                | Trophée mondial de course en montagne - Parcours court | 10 km    | 15 octobre 1988   | 46 min 6 s      |
| 2e  | Médaille d'argent  | Course de montagne de Gamperney                        | 8,1 km   | 28 mai 1989       | 43 min 24 s     |
| 8e  | 8e                 | Trophée mondial de course en montagne - Parcours long  | 16,38 km | 16 septembre 1989 | 1 h 16 min 21 s |
| 1re | Médaille d'or      | Course de montagne du Hochfelln                        | 8,4 km   | 1989              | 42 min 17 s     |
| 1re | Médaille d'or      | Championnats d'Autriche de course en montagne          | 8,5 km   | 14 octobre 1989   | 36 min 27 s     |
| 2e  | Médaille d'argent  | Trophée mondial de course en montagne - Parcours long  | 14,3 km  | 15 septembre 1990 | 1 h 16 min 20 s |
| 1re | Médaille d'or      | Course de montagne du Hochfelln                        | 8,4 km   | 23 septembre 1990 | 42 min 24 s     |
| 3e  | Médaille de bronze | Course de Schlickeralm                                 | 11,2 km  | 11 août 1991      | 59 min 34 s     |
| 10e | 10e                | Trophée mondial de course en montagne - Parcours long  | 14,67 km | 30 août 1992      | 1 h 13 min 25 s |